# Diocesi di Bongaigaon
La diocesi di Bongaigaon (in latino Dioecesis Bongaigaonensis) è una sede della Chiesa cattolica in India suffraganea dell'arcidiocesi di Guwahati. Nel 2022 contava 73.079 battezzati su 8.631.000 abitanti. È retta dal vescovo Thomas Pulloppillil.

## Territorio
La diocesi comprende, in tutto o in parte, i distretti di Bongaigaon, Baksa, Chirang, Barpeta, Dhubri, Kokrajhar e Nalbari nello stato di Assam, in India.
Sede vescovile è la città di Bongaigaon, dove si trova la cattedrale di Cristo, la Luce del Mondo.
Il territorio si estende su 13.630 km² ed è suddiviso in 36 parrocchie.

## Storia
La diocesi è stata eretta il 10 maggio 2000 con la bolla Ultra flumen Brahmaputra di papa Giovanni Paolo II, ricavandone il territorio dall'arcidiocesi di Guwahati.

## Cronotassi dei vescovi
Si omettono i periodi di sede vacante non superiori ai 2 anni o non storicamente accertati.
- Thomas Pulloppillil, dal 10 maggio 2000

## Statistiche
La diocesi nel 2022 su una popolazione di 8.631.000 persone contava 73.079 battezzati, corrispondenti allo 0,8% del totale.
| anno | popolazione | popolazione | popolazione | presbiteri | presbiteri | presbiteri | presbiteri                | diaconi | religiosi | religiosi | parrocchie |
| anno | battezzati  | totale      | %           | numero     | secolari   | regolari   | battezzati per presbitero | diaconi | uomini    | donne     | parrocchie |
| ---- | ----------- | ----------- | ----------- | ---------- | ---------- | ---------- | ------------------------- | ------- | --------- | --------- | ---------- |
| 2000 | 61.024      | 5.242.716   | 1,2         | 26         | 14         | 12         | 2.347                     |         | 15        | 74        | 15         |
| 2001 | 61.024      | 5.200.000   | 1,2         | 27         | 15         | 12         | 2.260                     |         | 17        | 70        | 16         |
| 2002 | 61.024      | 5.200.000   | 1,2         | 29         | 16         | 13         | 2.104                     |         | 20        | 101       | 18         |
| 2003 | 63.000      | 5.200.000   | 1,2         | 35         | 17         | 18         | 1.800                     |         | 25        | 75        | 20         |
| 2004 | 63.300      | 5.220.000   | 1,2         | 37         | 18         | 19         | 1.710                     |         | 27        | 114       | 22         |
| 2006 | 64.200      | 5.260.000   | 1,2         | 48         | 18         | 30         | 1.337                     |         | 36        | 135       | 25         |
| 2012 | 62.908      | 5.497.000   | 1,1         | 73         | 27         | 46         | 861                       |         | 55        | 186       | 29         |
| 2015 | 60.545      | 7.942.000   | 0,8         | 112        | 26         | 86         | 540                       |         | 122       | 211       | 30         |
| 2018 | 69.620      | 8.221.760   | 0,8         | 77         | 27         | 50         | 904                       |         | 68        | 216       | 34         |
| 2020 | 71.170      | 8.405.200   | 0,8         | 83         | 35         | 48         | 857                       |         | 66        | 257       | 34         |
| 2022 | 73.079      | 8.631.000   | 0,8         | 91         | 42         | 49         | 803                       |         | 59        | 259       | 36         |